# Seewis im Prättigau
Seewis im Prättigau (rétorománsky Sievgia) je obec ve švýcarském kantonu Graubünden, okresu Prättigau/Davos. Nachází se v údolí Prättigau, asi 17 kilometrů severovýchodně od kantonálního hlavního města Churu, v nadmořské výšce 937 metrů. Žije zde přibližně 1 400 obyvatel.

## Geografie

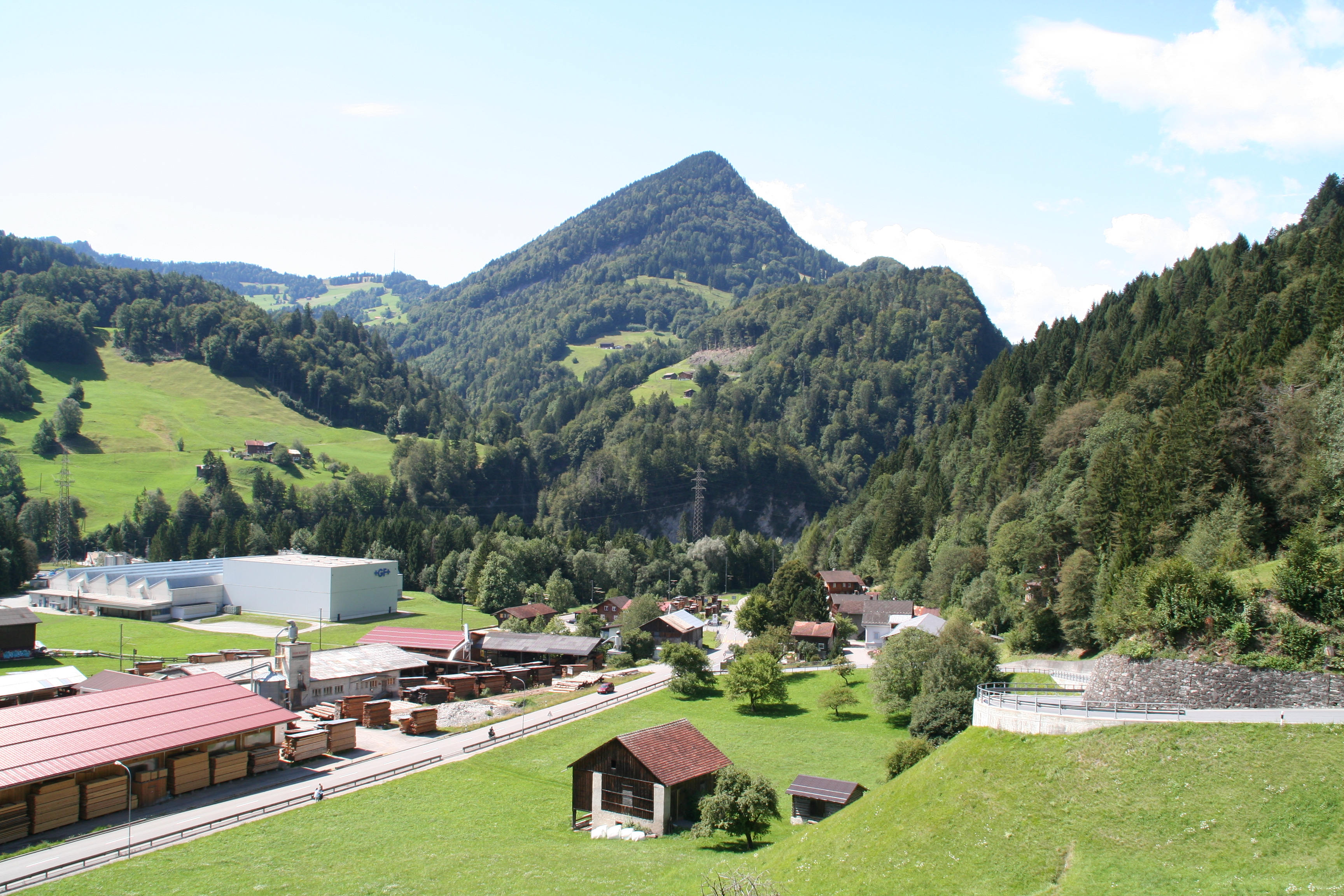
Pardisla

Obec při vstupu do Prättigau se skládá ze tří částí Seewis Dorf, Schmitten a Pardisla. Hlavní osada Seewis Dorf leží v nadmořské výšce asi 950 metrů na terase na jižním svahu 2 376 metrů vysokého vrchu Vilan. Obec Schmitten, jejíž zástavba se rozrostla spolu se zástavbou sousední obce Grüsch, leží v nadmořské výšce kolem 620 metrů na potoce Taschinasbach, který se u Pardisly (600 m n. m.) vlévá do Landquartu. Na silnici mezi Pardislou a vesnicí Seewis se nachází Saldos (680 m), nejmenší z osad patřících pod Seewis.
Na západě je Prättigau odděleno od údolí Rýna řekou Chlus. Zde leží nejnižší bod území ve výšce 573 m n. m. Východní hranici obce tvoří z velké části soutěska potoka Taschinasbach, který pramení na jižním svahu hory Schesaplana (2 964 m n. m., nejvyšší bod obce), která je součástí pohoří Rätikon. O něco západněji od Schesaplany, již na rakouském území, se nachází 2 859 metrů vysoký Panüeler Kopf. Jižní svah Vilans se vyznačuje zónou se sennými loukami s četnými alpskými pastvinami. Tamní narcisové louky jsou chráněné. Díky své chráněné poloze má obec Seewis mírné klima. Četné prameny mají velký význam pro zásobování okolních obcí vodou.
Rozloha obce je 49,64 km², z čehož 16,86 km² pokrývají lesy a křoviny a 1,01 km² je zastavěná plocha. Zemědělsky využívaná plocha činí 20,50 km², z čehož tři čtvrtiny tvoří vysokohorské pastviny. Zbývající plocha o rozloze 11,27 km² je neproduktivní skalnatý a suťový terén.
Sousedními obcemi jsou Maienfeld na severozápadě, Jenins a Malans na západě, Grüsch na východě a Schiers na severovýchodě. Na severu hraničí Seewis v délce asi 12 kilometrů s Rakouskem, konkrétně s obcemi Brand, Nenzing a Vandans ve spolkové zemi Vorarlbersko.

## Historie

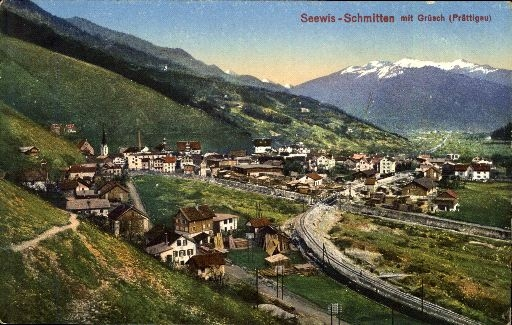
Seewis na pohlednici okolo roku 1900

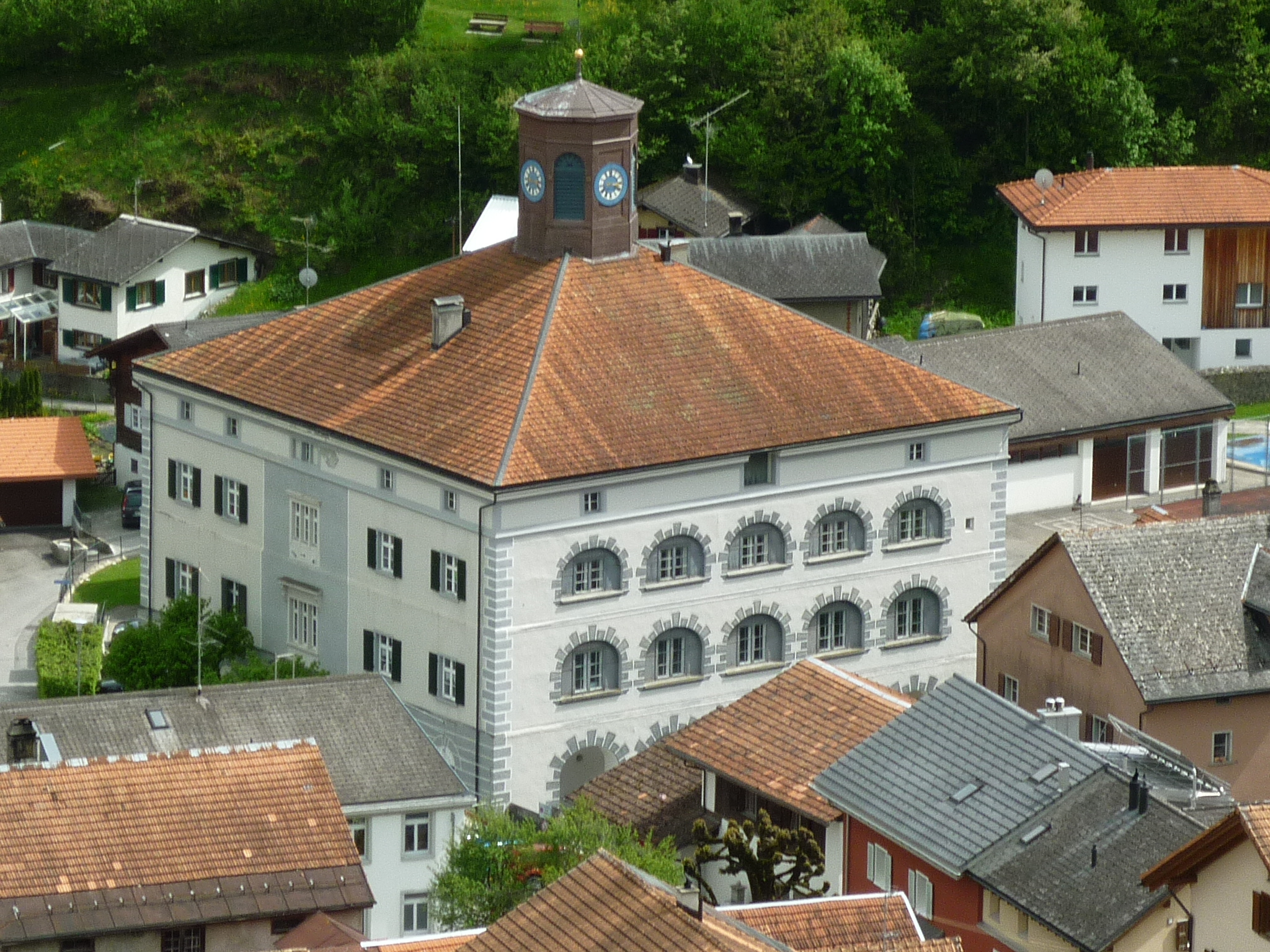
Zámeček v Seewis

Nálezy mincí z 1. a 3. století naznačují dočasné osídlení Římany. První písemná zmínka o obci pochází z roku 1224 pod jménem de Sevve. Na území obce Seewis kdysi stály dva hrady, které však v 15. a 16. století zchátraly. Jeskynní hrad Fracstein stál v Chlusu u vstupu do Prättigau a hrad Solavers, který se vyvinul z kostelní tvrze, se nacházel poblíž hranice s Grüschem.
Ve středověku a raném novověku patřily hrady a zlomky Seewis k panství příslušných pánů nad Prättigau. Kolem roku 1300 to byli rytíři z Aspermontu; po nich v roce 1344 následovali Toggenburkové. Dědictví posledního hraběte z Toggenburgu Fridricha VII. převzali v roce 1436 zřízenci z Matsch, které v roce 1496 vystřídali Habsburkové.
V roce 1436 se dvůr Schiers-Seewis připojil k Lize deseti dvorů. Reformace byla zavedena v roce 1587. V roce 1621 nechal rakouský panovník Prättigau vojensky obsadit, aby si vynutil rekatolizaci údolí. 24. dubna 1622 pronesl v Seewisu vedoucí kapucínské misie v Prättigau otec Fidelis von Sigmaringen kontroverzní kázání. Během povstání v Prättigau, které začalo téhož dne, byli misionář a rakouští vojáci, kteří ho doprovázeli, vyhnáni z kostela a na útěku zabiti.
V roce 1649 se Habsburkové vzdali vlády nad Seewisem a panská práva přešla na dvorskou obec. Rodina von Salis-Seewis byla hospodářsky i společensky dominantní. V roce 1679 byl dvůr Schiers-Seewis rozdělen. Když Francouzi v březnu 1798 dobyli Švýcarsko, stal se Seewis součástí kantonu Rhaetia, který se následujícího roku připojil k Helvétské republice. V roce 1803 se Seewis na základě zprostředkovatelského aktu Napoleona Bonaparta stal součástí kantonu Graubünden. V roce 1851 vznikl dnešní okres Seewis. V roce 1863 vesnici zachvátil požár, po kterém byla znovu vystavěna v šachovnicovém uspořádání.
V roce 1858 byla otevřena spojovací silnice ze Seewisu dolů do Pardisla. V roce 1889 zde byla postavena zastávka na železniční trati Landquart – Davos Platz, čímž obec získala napojení na železniční síť. S rozvojem dopravních cest klesl význam zemědělství, ale na vzestupu byl cestovní ruch. Na dně údolí vznikla obchodní a průmyslová oblast.
Před druhou světovou válkou a během ní bylo od roku 1937 budováno kontrolní stanoviště Chlus, které mělo zabránit obcházení pevnosti Sargans přes průsmyky u St. Antönien.

## Obyvatelstvo
| Rok            | 1850 | 1888  | 1900 | 1930 | 1950 | 1970 | 1980 | 1990  | 2000  | 2009  | 2020  |
| Počet obyvatel | 791  | 1 116 | 901  | 934  | 955  | 923  | 959  | 1 113 | 1 323 | 1 421 | 1 376 |

Seewis byl poslední obcí Prättigau, která na konci 16. století přešla z rétorománštiny na němčinu. Místní dialekt němčiny je jedním z walserských dialektů.

## Doprava

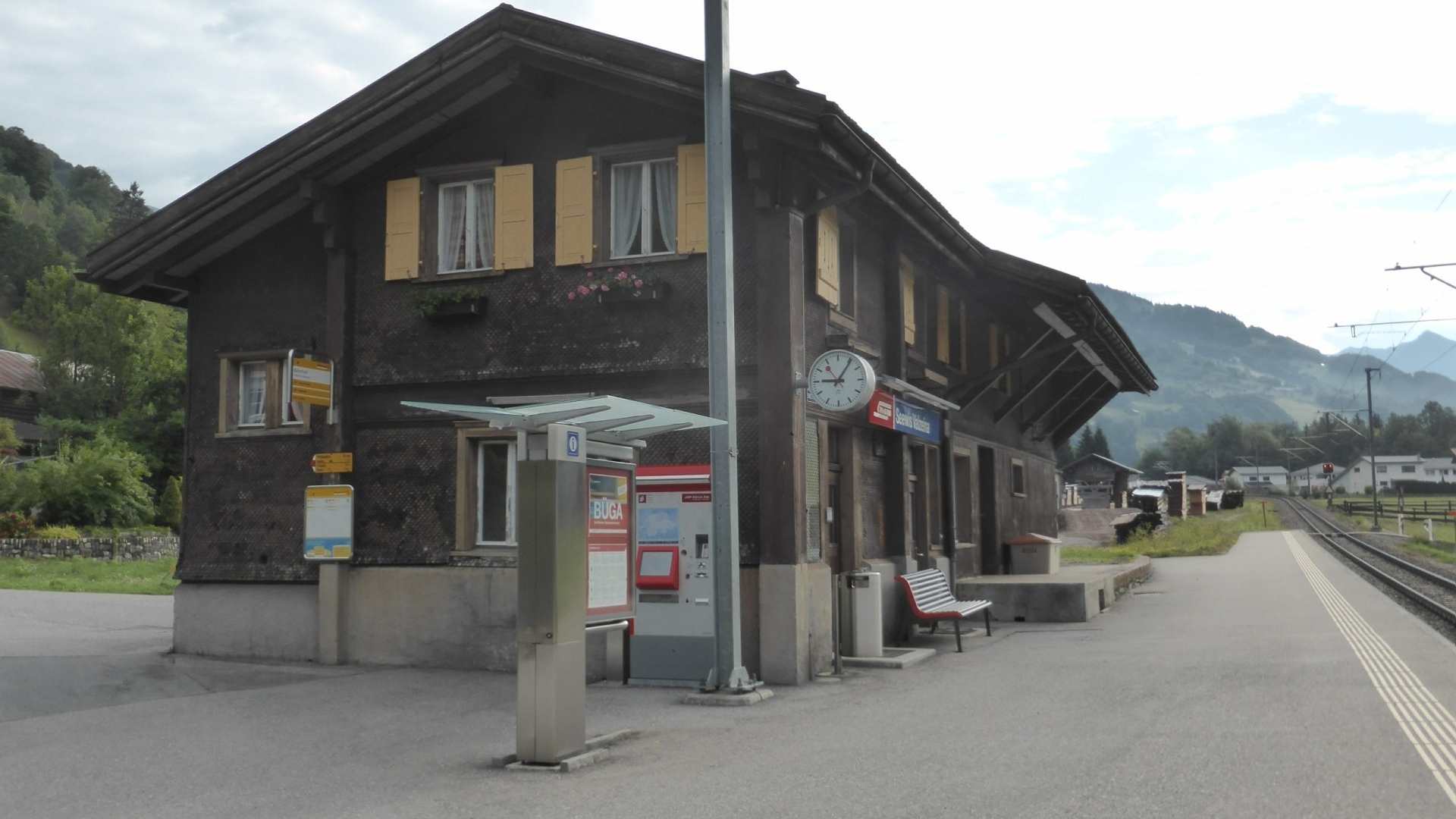
Železniční stanice Seewis-Pardisla

Železniční stanice Seewis-Pardisla se nachází na trati z Landquartu do Davosu Rhétské dráhy, otevřené roku 1889. Od roku 1921 je trať elektrifikována. Regionální vlaky, které zde zastavují, jezdí obvykle ze Schiers přes Landquart a Chur do Rhäzünsu. Z nádraží Grüsch jezdí dvě poštovní autobusové linky Postauto přes Seewis-Schmitten a Seewis-Pardisla do Seewis Dorf a Valzeiny.
Kantonální hlavní silnice č. 28 v trase Landquart – Davos – Engadin – Val Müstair vede v těsné blízkosti obce.